# Crocus veneris
Crocus veneris là một loài thực vật có hoa trong họ Diên vĩ. Loài này được Tapp. ex Poech miêu tả khoa học đầu tiên năm 1842.